# Георг Еренрайх II фон Рогендорф
Георг Еренрайх II фон Рогендорф (на немски: Georg Ehrenreich II Freiherr von Rogendorff; * 31 януари 1596; † 1653, Виена) от рицарския род Рогендорф от Щирия, е фрайхер в Австрия.

## Произход
Той е единствен син на фрайхер Каспар II фон Рогендорф (1573 – 1598) и съпругата му Маргарета фон Щархемберг (1573 – 1620), дъщеря на Хайнрих фон Щархемберг (1540 – 1571) и Магдалена фон Ламберг (1546 – 1581). Внук е на фрайхер Георг Еренрайх I фон Рогендорф (1536 – 1590) и Елизабет де Тьобар (1535 – 1589). Майка му Маргарета фон Щархемберг се омъжва втори път за Лудвиг Зигмунд фон Полхайм.
През 1686 г. синът му Йохан Кристиан (1635 – 1704) е издигнат на граф на Рогендорф.

## Фамилия
Георг Еренрайх II фон Рогендорф се жени за Йохана/Йоханка Дрновски фон Дрновиц († януари 1667, Виена), дъщеря на Бохуслав Дрновски фон Дрновиц и Магдалена фон Врбна и Фойдентал († пр. 1610). Те имат 13 деца:
- Георг Еренрайх III (1620 – 1620)
- Маргарета (* ок. 1622), омъжена за Георг Вилхелм фон Пенциг
- Вилхелм Кристиан (* 5 февруари 1623; † 1685)
- Йохана Елизабет (1624 – 1626)
- Йохан Болеслав (1625 – 1625)
- Георг Еренрайх IV (* ок. 1627; † сл. 1653)
- Анна София (1628 – 1628)
- Ернст Лудвиг (* 1629; † убит във война)
- Фердинанд (* 1631; † убит във война)
- Йохан Карл (* 1633), женен I. 1668 г. за фрайин Кристина фон Ротал, II. за фрайин Елизабет София фон Шпайдел
- Йохан Кристиан (1635 – 1704), граф фон Рогендорф 1686 г., женен I. на 25 септември 1680 г. за графиня Регина Аполония Коловрат-Либщайнски (* 1662; † 3 май 1744), II. за графиня Мария Катарина фон Хойсенщам цу Хайсенщайн (* ок. 1657; †1701), III. за Анна Мария Щауд фон Хамерсдорф
- Мария Кристиана (* 1637/8 октомври 1639; † 1693), омъжена за граф Карл Вилхелм фон Хофкирхен
- Мария Клара Катарина (* 1639 или 4 февруари 1642; † 1690), омъжена на 2 февруари 1667 г. за фрайхер Еренрайх Вилхелм фон Регал цу Кранихфелд